# Teófilo Borges de Barros
Teófilo Borges de Barros foi um engenheiro e arquiteto brasileiro.
Formado na Escola de Engenharia de Porto Alegre em 1909. Trabalhou na Secretaria de Obras Públicas e foi o engenheiro responsável pelo projeto do prédio sede do jornal A Federação (onde hoje fica o Museu de Comunicação Social Hipólito José da Costa), pelo término da construção da Biblioteca Pública do Estado projetado por Affonso Hebert, e pelo projeto original da Secretaria da Fazenda na avenida Mauá, todos em Porto Alegre. Além disso, projetou o Grande Hotel de Pelotas.